# No Pads, No Helmets… Just Balls
A No Pads, No Helmets... Just Balls a Simple Plan kanadai pop punk együttes debütáló albuma. 2002. március 19-én jelent meg az Atlantic Records gondozásában. Az albumról négy kislemez jelent meg.
A Canadian Albums Chart lemezlistán a nyolcadik helyre jött fel és dupla platinalemez lett. Az album a 35. lett a US Billboard 200-as listáján és 2. a US Catalog Albums Charton. Ausztráliában 29. lett, és hivatalosan platinalemez is. Japánban első lett és dupla platina. Az Egyesült Királyság lemezlistáin nem ért el nagyobb sikereket, de megkapta az aranylemez minősítést. Az album két egy-egy számán közreműködik Joel Maddennel a Good Charlotte-ból és Mark Hoppussal a Blink-182-ból. Az albumot az RIAA dupla platinának minősítette, miután kétmillió példányt adtak el belőle.

## Dallista
|     | Cím                                                | Hossz |
| --- | -------------------------------------------------- | ----- |
| 1.  | I’d Do Anything (közreműködik Mark Hoppus)         | 3:17  |
| 2.  | The Worst Day Ever                                 | 3:27  |
| 3.  | You Don't Mean Anything (közreműködik Joel Madden) | 2:28  |
| 4.  | I’m Just a Kid                                     | 3:18  |
| 5.  | When I’m With You                                  | 2:37  |
| 6.  | Meet You There                                     | 4:14  |
| 7.  | Addicted                                           | 3:52  |
| 8.  | My Alien                                           | 3:08  |
| 9.  | God Must Hate Me                                   | 2:44  |
| 10. | I Won’t Be There                                   | 3:09  |
| 11. | One Day                                            | 3:15  |
| 12. | Perfect                                            | 4:37  |

| 13. | One By One (ausztráliai, angliai és japán bónusz szám)                                |  | 3:25 |
| 14. | Grow Up (mellékelve az összes kiadásban/iTunes bónusz szám)                           |  | 2:32 |
| 15. | My Christmas List (ún. "rejtett dal" a Grow Up című szám után Angliában/Európában)    |  | 3:57 |
| 16. | American Jesus (élő feldolgozás) ("rejtett dal" Angliában/Európában, később CD track) |  | 4:00 |